# Eddie Chapman

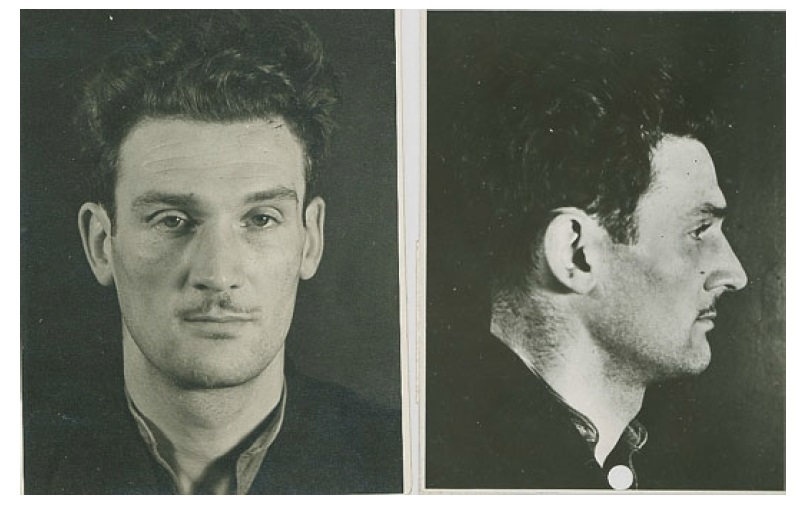
Eddie Chapman (1942)

Edward Arnold „Eddie“ Chapman (* 16. November 1914 in Burnopfield, England; † 11. Dezember 1997 in St Albans, Hertfordshire) war ein englischer Krimineller und Spion während des Zweiten Weltkriegs.

## Leben

### Vor dem Krieg
In den 1930er Jahren diente er kurze Zeit bei den Coldstream Guards, bevor er desertierte und Einbrecher im Londoner West End wurde. Er trug nie eine Waffe, brauchte keine Gewalt, aber er konnte Tresore sprengen. Als er im Frühjahr 1939 für rund 40 Einbrüche gesucht wurde, wich er nach Edinburgh aus und wurde verhaftet, aber dennoch auf Kaution freigelassen. Er floh nach Jersey mit der Absicht, via Frankreich nach Südamerika zu gelangen. Dort wurde er verhaftet und sollte zwei Jahre im Gefängnis bleiben, vor weiteren 20 Jahren auf den Britischen Inseln.

### Während des Krieges
Als die deutsche Wehrmacht die Kanalinseln besetzte, war Chapman dort inhaftiert. Er wollte unbedingt die 20 Jahre in englischen Gefängnissen vermeiden und schrieb einen Brief an den deutschen Kommandanten in Jersey. Er bot sich der deutschen Abwehr als Spion an und wurde nach monatelangem Warten in Frankreich für seinen Einsatz entsprechend geschult. Als die Abwehr ihn am 16. Dezember 1942 nach England schickte, um eine Flugzeugfabrik zu zerstören, meldete sich Chapman beim britischen Security Service. Da er schon erwartet worden war, verbrachte er dennoch drei Tage in einer Zelle und in Vernehmungen. Das Endresultat der Sabotage der De-Havilland-Fabrik in Hatfield wurde von Bühnenbildnern dargestellt und eine gigantische Explosion organisiert. Der Daily Express brachte die Meldung von der Explosion gerne exklusiv. Zuvor hatte sich die Times, die den Auftrag auch hätte übernehmen können, geweigert, eine Falschmeldung zu publizieren; mit der Aussage „niemals zeit ihres Daseins hätte die Times etwas Falsches berichtet“, ließ der Herausgeber Robert McGowan Barrington-Ward den MI5 abblitzen.
Der mit dem Codenamen Fritz bezeichnete Chapman wurde zurückbeordert und fuhr mit dem Schiff nach Lissabon, dem damaligen neutralen Zugang zum besetzten Europa. Dort bekam er den Auftrag, auf seinem Schiff, der SS City of Lancaster, eine Bombe zu platzieren. Obschon das Schiff niemals beschädigt wurde, glaubten die Deutschen, er hätte seinen Auftrag ausgeführt, und die Briten wussten, dass er vertrauenswürdig war, nachdem er die als Kohle getarnte Bombe anstatt im Kohlenbunker beim Kapitän deponiert hatte.
In der deutschen Wehrmacht wurde er, unter der Protektion seines Führungsoffiziers Stephan von Gröning zum Oberleutnant befördert und erhielt das Eiserne Kreuz, als er in Norwegen war. Dort spionierte er für England in der Hoffnung auf ein gutes Entgelt.
Im Juni 1944 wurde er nach England zurückgeschickt und sollte die Einschläge der V1-Wunderwaffen in London rapportieren, damit diese ihre Ziele besser trafen. Die Falschmeldungen, welche er über den Kanal schickte, dürften seine größte Tat gewesen sein und zur Rettung von vielen Menschenleben beigetragen haben. In der BBC2 nannte ihn Ben Macintyre einen unglaublich tapferen aber gleichzeitig den „unwahrscheinlichsten Helden; ein gewohnheitsmäßiger Krimineller, der Lügen in den Äther schickte“.
Am 2. November 1944 wurde er vom MI5 gefeuert, nachdem er mit manipulierten Wetten bei Hunderennen mehr und mehr in sein deliktisches Leben zurückgefallen war. Er musste aber nicht ins Gefängnis, alle Vorstrafen wurden gelöscht.

### Nach dem Kriege
Stephan von Gröning überlebte den Krieg, und 1974 nahm Chapman, der erst 29 Jahre nach Kriegsende durch einen Zufall den wahren Namen seines ehemaligen Führungsoffiziers erfahren hatte, Kontakt zu von Gröning auf. Bei der Hochzeit von Chapmans Tochter 1979 zählten von Gröning und seine Ehefrau Ingeborg von Gröning zu den geladenen Gästen. Chapman geriet nach dem Krieg erneut mit dem Gesetz in Konflikt und verbrachte einen Teil seines Alters in britischer Gangstertradition in Spanien.

## Trivia
- Der Film Spion zwischen zwei Fronten basiert auf seiner Biographie und wurde 1966 mit Christopher Plummer in der Hauptrolle sowie Romy Schneider, Yul Brynner als von Gröning und Gert Fröbe gedreht.
- Im 1971 vom ZDF produzierten Dokumentarspiel Kein Geldschrank geht von selber auf unter der Regie von Wolfgang Becker wird Chapman von Peter Vogel dargestellt. Im Anschluss an die Ausstrahlung am 17. September 1971 gab Chapman, von seinem Wohnsitz bei London zugeschaltet, ein Fernsehinterview.[3]